# Simran Sharma
Pour les articles homonymes, voir Sharma.
Simran Sharma, née le 9 novembre 1999, est une athlète handisport indienne concourant en sprint dans la catégorie T12 pour les athlètes ayant une déficience visuelle. Elle est championne du monde en 2024 du 200 m T12.

## Carrière
Simran Sharma est née prématurée avec une déficience visuelle et ne voit pas au delà de 2 m. À la naissance, elle passe sept mois dans une couveuse. Soutenue par sa mère, elle se lance dans la course. Elle est entraînée par son époux, Naik Gajendra Singh.
En 2021, elle devient la première athlète handisport indienne à se qualifier dans la finale d'un 100 m aux Jeux paralympiques mais ne réussit pas à monter sur le podium.
Lors des Championnats du monde 2024, elle remporte le titre mondial sur le 200 m T12. Aux Jeux para-asiatiques de 2023, Sharma remporte deux médailles de bronze sur le 100 m et le 200 m T12.
Aux Jeux paralympiques d'été de 2024, Sharma bat son record personnel en 24 s 75 pour monter sur la troisième marche du podium du 200 m T12 derrière la Cubaine Omara Durand (23 s 62) et la Vénézuélienne Alejandra Paola Pérez López (24 s 19). Quelques jours auparavant, elle avait terminé 4e de la finale du 100 m T12.